# Philippe-Emmanuel de Lorraine
Philippe-Emmanuel de Lorraine, duc de Mercœur et de Penthièvre, marquis de Nomeny, baron d'Ancenis, gouverneur de Bretagne, né le 9 septembre 1558 à Nomeny (Lorraine) et mort le 19 février 1602 à Nuremberg, est le dernier ligueur rallié à Henri IV en 1598. Il est le fils du prince Nicolas de Lorraine, comte de Vaudémont, à l'époque régent des duchés de Lorraine et de Bar pour son neveu Charles III, et de Jeanne de Savoie-Nemours. Il est un cousin des Guise.

## Biographie
Philippe-Emmanuel de Lorraine, marquis de Nomeny, puis duc de Mercœur et de Penthièvre, pair de France, prince du Saint-Empire et de Martigues, est issu du deuxième mariage (1551) de Nicolas de Lorraine (1524-1577), comte de Vaudémont, baron puis duc de Mercœur, avec Jeanne de Savoie (1532-1568), fille de Philippe de Savoie, duc de Nemours, et de Charlotte d'Orléans-Longueville.
Il est donc un membre de la maison de Lorraine — « maison souveraine et d'illustre ascendance »[réf. nécessaire] qui se glorifie de ses aïeux, prétendus (Charlemagne, Godefroy de Bouillon) comme avérés (Henri de Lorraine, René Ier de Lorraine (le Bon Roi René), René II de Lorraine...) — dont les Guise, sont une branche établie en France où ils disposent, alors, d'un immense pouvoir.
Par sa mère, il appartient à la maison de Savoie, dont une branche s'est établie en France, recevra le duché de Nemours et qui se prétendait issue de la maison de Saxe.

### Les origines de la faveur royale d'un fils cadet de la maison de Lorraine
L’élévation du jeune marquis de Nomeny à la cour de France a été soudaine : en 1575, il sortit de l’ombre à l’occasion du mariage de sa sœur aînée, Louise de Vaudémont, avec Henri III ; celle-ci joua désormais un rôle d’intermédiaire entre le roi et la maison de Lorraine.
Le 12 juillet 1575, le mariage du duc avec Marie de Luxembourg, duchesse d'Étampes et de Penthièvre, héritière de la vicomté de Martigues, lui procura un important patrimoine, notamment en Bretagne. Il affirma, en représentation de son épouse, les séculaires prétentions de sa famille des Penthièvre au duché de Bretagne, que renforça l'extinction de Valois en 1589 (malgré l'union perpétuelle du duché avec le royaume édictée en 1532), et devint à son tour chef de lignage.
Conseillé par son oncle maternel le duc de Nemours, il fit ses premières armes lors des cinquième, sixième et septième guerres de religion (bataille de Dormans en octobre 1575, sièges d’Issoire en juin 1577, de Brouage en juin-août 1577, et de La Fère en août-septembre 1580).
Devenu duc de Mercœur à la mort de son père (mars 1577), son appartenance à la belle-famille du roi facilita son intégration à la cour.
Henri III se montra généreux à l’égard de son beau-frère : Mercœur fut confirmé dans son titre de duc et pair en 1576, agrégé à la première promotion des chevaliers de l’ordre du Saint-Esprit en 1579 et élevé au rang de prince de Martigues en 1580 ou 1582. Sa carrière atteint son apogée le 5 septembre 1582, lorsqu’il fut nommé gouverneur de Bretagne par Henri III. Il y séjourna le plus souvent.
Sa faveur fut alors jugée démesurée par ses détracteurs. Ses défaites et ses fuites dans les campagnes de 1585, 1587 et 1588 contre les protestants, assirent parallèlement sa réputation de piètre guerrier (il était surnommé le « duc de Recule » par Brantôme).

### La Ligue
Jusqu’en 1588, Philippe-Emmanuel de Lorraine adopta une attitude d’obéissance envers Henri III. Son adhésion à la ligue catholique était pourtant perceptible dès 1584. La crise de succession ouverte à la mort du duc d’Anjou, dernier frère d'Henri III et héritier du trône, le poussa à se créer une politique particulière en Bretagne, aux côtés de ses cousins les Guise.
Il profita largement des troubles ligueurs et des conditions du traité de Nemours (7 juillet 1585), sans toutefois s’aliéner ouvertement le roi. Le calcul politique et les ambitions personnelles (se maintenir dans la faveur du roi contre les Mignons) n’excluaient pas pour autant la sincérité de sa foi dans sa lutte contre les réformés. Il envahit et ravagea le Poitou en 1587.
Il assista aux États généraux de Blois en 1588. Après l'assassinat du duc de Guise et de son frère, le cardinal de Guise en 1588, toute la famille fut mise en état d'arrestation mais, prévenu par sa sœur, la reine Louise, il s'échappa et se réfugia en Bretagne. Le roi le révoqua le 18 avril 1589, le remplaçant par Henri de Bourbon au poste de gouverneur de Bretagne (mais il continuera à s'en prétendre le titulaire légitime jusqu'en avril 1598).
Lorsque Henri IV devint roi de France, le duc de Mercœur se mit à la tête de la ligue bretonne, songeant même à rétablir la souveraineté de cet ancien duché du chef de son épouse, descendante de Jeanne de Penthièvre. L'extinction des Valois, avec lesquels la dynastie bretonne était en union personnelle depuis le mariage de la reine Claude avec le roi François Ier, rendait caduc l'édit d'union de 1532 : Henri IV et les Bourbon, parents des Valois avant le rattachement de la Bretagne à la France, n'avaient aucun droit sur la Bretagne. Mercoeur se proclama aussi « Protecteur de l’Église catholique et romaine » dans cette province, contre un prince protestant.
À la mort d’Henri III, invoquant les droits héréditaires de son épouse, « la belle Nantaise », sur la Bretagne, il établit donc un gouvernement indépendant à Nantes et titra son fils « prince et duc de Bretagne ». Il tenait sa cour à l’hôtel de Briord situé dans la rue de ce nom et fit fortifier le quartier du Marchix autour de l'actuelle rue homonyme. Les croix de Lorraine du château de Nantes, comme à Dinan, furent sculptées sur les fortifications qu'il faisait renforcer.
Le roi Philippe II d'Espagne, qui soutenait et finançait la Ligue, envoya des troupes en Bretagne sous le commandement de Don Juan d'Aguila, qui occupèrent la presqu’île de Crozon, Blavet et la rivière d'Auray. Les Espagnols battirent à Craon (1592) le duc de Montpensier qu'Henri IV avait envoyé contre lui, mais les troupes royales, renforcées par des contingents anglais, récupérèrent l’avantage. Depuis, il n'eut de cesse de renforcer ses liens avec les Espagnols, allant jusqu'à prêter serment de fidélité à Philippe II le 20 novembre 1594 et en juin 1595, s'engageant à reconnaître les droits de l'infante Isabelle sur la couronne de France et le duché de Bretagne, malgré ses propres prétentions. Il y fut contraint par sa position fragilisée en Bretagne dont il ne gouvernait qu'une partie. Le pays était alors soumis à deux administrations en guerre l'une contre l'autre, avec chacune leurs états (siégeant à Nantes et Rennes), gouverneurs, juges, collecteurs d'impôts.. .
Libéré de la menace de la Ligue vaincue partout ailleurs en France, les quelques troupes espagnoles encore présentes en Bretagne ne pesant plus guère, Henri IV marcha en personne contre Mercœur qui dut venir lui faire sa soumission à Angers le 20 mars 1598 en échange des fiançailles de sa fille et héritière Françoise de Mercœur (6 ans) avec César de Bourbon (4 ans), bâtard qu'Henri IV avait eu de Gabrielle d’Estrées. Mercœur renonçait à gouverner la Bretagne, la quittait, mais obtenait la somme exorbitante de 4 293 350 livres et gardait le douaire des Penthièvre avec les villes de Guingamp, Moncontour, Lamballe et l'île de Bréhat. Tout ça passerait à terme en héritage à César.
Pour sceller cette reddition, Henri IV choisit la capitale bretonne où régnait Mercoeur pour signer le fameux Édit de Nantes en avril 1598. Entre autres articles, le roi accordait son pardon à Gabriel de Goulaine et aux principaux lieutenants du duc de Mercœur : Quinipilly, Aradon, Saint-Laurent et Carné. L’article 6 du traité de soumission donnait la possibilité aux gens de guerre de rejoindre l’armée royale.
Peu après, le 2 mai 1598, Henri IV et Philippe II signaient la paix de Vervins et la plupart des dernières troupes espagnoles rembarquèrent.

### Guerre contre les Ottomans
« Ayant acquis pendant ses guerres force écus, il les alla employer pour la guerre de Hongrie où il alla en personne avec de belles troupes, où il fit si bien qu’il en fut envié des Allemands, car il les surpassait tous en l’art de la guerre. » (Brantôme)
De sa propre initiative, il participa à une première campagne en 1599, où il défendit Strigonie (actuelle Ezstergom). Il avait avec lui Jean Brûlart de Sillery moine capucin, abbé d'une abbaye en Hongrie.
Avec son frère, Henri, comte de Chaligny, le duc de Mercœur entra alors au service de son suzerain l’empereur Rodolphe II, qui lui offrit, avec l’accord du roi de France, la charge de lieutenant-général des armées impériales en Hongrie pour combattre les Turcs. Il s’empara d’Albe-Royale (Alba-Regia, aujourd’hui Székesfehérvár, située entre Budapest et le lac Balaton) en 1601, ville où « autrefois les roys d’Hongrie estoient couronnez et ensepulturez. »
Inquiété par les succès du duc de Mercœur, Mehmed III avait entrepris en mars 1601 une démarche auprès d'Henri IV pour le rappeler : « Le roi demande à l’envoyé de Mahomet III pourquoi les Turcs craignaient tant ce duc : « C’est, dit-il, qu’entre les prophéties que les Turcs croient, il y en a une qui porte que l’épée des Français chassera les Turcs de l’Europe et renversera leur empire, et que, depuis que le duc de Mercœur combattait contre les Turcs, tous les bachas l’appréhendaient. Le roi lui dit alors que le duc de Mercœur était, à la vérité, son sujet, mais qu’il était prince de sang de la maison de Lorraine, qui n’appartient pas à la couronne de France, mais de Lorraine et qu’il ne fait la guerre que comme vassal de l’Empire, et qu’étant chrétien, il ne peut point empêcher qu’il serve l’empereur » (Pierre de L'Estoile).
Le plus puissant soutien du duc de Mercœur dans sa guerre contre les Turcs était le capucin Laurent de Brindes (1559-1619), envoyé par le pape Clément VIII à l’empereur Rodolphe II qui le fit aumônier des troupes impériales :
« Il avoit tousjours en son armée des Pères capucins, lesquels portant une grande croix, non seulement animoient les soldats, mais aussi après la confession générale, que tous les catholiques faisoient en signe de contrition, ils leur donnoient la saincte benediction. » précise l'évêque de Genève François de Sales dans l'oraison funèbre du duc. 
Le duc de Mercœur mourut de fièvre maligne (ou « pourprée ») le 19 février 1602, à Nuremberg, à l’âge de 43 ans. Son corps fut ramené à Nancy et enterré, le 30 avril 1602 dans le chœur de l’église des Cordeliers de Nancy, à côté de ceux de son père Nicolas, de son frère, le cardinal de Vaudémont et des ducs de Lorraine, ses ancêtres. À Paris, le 27 avril 1602, fut célébré « le service du duc Mercœur, dans la grande église Notre-Dame, à Paris, avec les pompes et solennités accoutumées, où François de Sales, soi-disant évêque de Genève, prononce l’oraison funèbre avec un grand apparat, et le louange hautement et magnifiquement » (L’Estoile).
Le mariage de sa fille n'eut lieu que le 7 juillet 1608. La duchesse de Penthièvre, veuve de Mercœur, s’y opposa longtemps, ne pouvant se résoudre à confondre « son noble sang avec celui d’un bâtard, fût-il de sang royal », mais les sommes payées par Henri IV pour la soumission (4 295 350 livres, évaluées par Sully), l'absence de soutien parmi ses proches et l'autorité royale eurent raison de ses résistances.

## Littérature
En 1605, le trinitaire lorrain Dominique Gaspard, écrit une tragédie, la Mercuriade, dont le sujet est « l'épopée hongroise de Philippe-Emmanuel de Lorraine, second duc de Marcœur, depuis le moment où il rejoint l'armée impériale en lutte contre les Turcs (octobre 1599) jusqu'à son décès à Nuremberg, sur le chemin du retour (février 1602.) » (Alain Cullière).
Le duc de Mercœur est également partie prenante de l'intrigue (qui se déroule en Bretagne) des tomes 11, 12 et 13 dans la bande dessinée Les Chemins de Malefosse.

## Mariage et descendance
Il épouse à Paris en 1576, Marie de Luxembourg (1562 † 1623), duchesse de Penthièvre, fille de Sébastien de Luxembourg, comte puis duc de Penthièvre (et vicomte prince de Martigues, neveu du comte de Penthièvre et duc d'Étampes Jean IV de Brosse), et de Marie de Beaucaire, et a :
- François, mort jeune ;
- Louis, mort jeune ;
- Philippe Louis (1589 † 1590) ;
- Françoise (1592 † 1669), mariée en 1609 à César de Bourbon (1594 † 1665), Duc de Vendôme de Beaufort et d'Étampes.

## Sources et bibliographie

### Sources primaires imprimées
- Pierre Biré, Alliances généalogiques de la Maison de Lorraine, S.I, 1593, 2 parties en un vol., in-fol.
- Dominique Gaspard, Mercuriade, tragédie (1605), éd. Alain Cullière, Genève, Droz, 2009, 270 p. [sur les expéditions hongroises et la mort de Mercœur].
- Pierre de L'Estoile, Mémoires-Journaux de Pierre de L’Estoile, eds. G. Brunet, A. Champollion, E. Halphen, P. Lacroix, C. Read, T. de Larroque et E. Tricotel, Paris, 1875-1896, 12 vol.
- Philippe-Emmanuel de Lorraine, duc de Mercœur, « Lettres inédites de Philippe-Emmanuel de Mercœur », dans Société Archéologique d’Ille-et-Vilaine, 1862, p. 296-305.
- Philippe-Emmanuel de Lorraine, duc de Mercœur, Correspondance du duc de Mercœur et des Ligueurs bretons avec l’Espagne, éd. G. de Carné, Nantes, Société des Bibliophiles bretons, 1899, 2 vol. Consultables sur la bibliothèque numérique de l'université Rennes 2 Tome 1 Tome 2
- Nicolas de Montreux, Heureuse et entière victoire obtenue sur les ennemis de Dieu à Cran, par le prince Philippe Emmanuel de Lorraine, duc de Mercœur, Nantes, 1592.
- Nicolas de Montreux, Histoire universelle des guerres du Turc, depuis l’an 1565 jusques à la trefve faicte en l’année 1606…avec les exploicts et hauts faicts d’armes de Philippe-Emanuel de Lorraine, duc de Mercœur, Paris, 1608.
- Jean Moreau, Histoire de ce qui s’est passé en Bretagne durant les guerres de la Ligue, et particulièrement dans le diocèse de Cornouaille, éd. M. Le Bastard de Mesmeur, Brest, 1857.
- Jean Moreau, Mémoires du chanoine Jean Moreau sur les guerres de la Ligue en Bretagne, éd. Henri Waquet, Quimper, Archives du Finistère, 1960.
- François de Sales, Oraison funèbre de Philippe-Emmanuel de Lorraine, duc de Mercœur, Paris, éd. Rolin Thierry et Eustache Foucault, 1602, In-8°. Édition contemporaine : François de Sales, Oraison funèbre de Philippe-Emmanuel, duc de Mercœur et de Penthièvre, introduction par Pierre-Olivier Combelles, éditions Saint-Rémi, Cadillac, 2006.
- Pierre Thomas-Lacroix, « Lettres inédites du duc de Mercœur (1582-1589) », dans Bulletin de la société polymathique du Morbihan, 1981, t. 108, p. 37-48.